# NGC 4815
NGC 4815 est un amas ouvert situé dans la constellation de la Mouche. Il a été découvert par l'astronome britannique John Herschel en 1834.
Selon la classification des amas ouverts de Robert Trumpler, cet amas renferme entre 50 et 100 étoiles (lettre m) dont la concentration est forte (I) et dont les magnitudes se répartissent sur un grand intervalle (le chiffre 3). Toutefois, selon le catalogue Lynga, l'amas renferme plus de 100 étoiles (lettre r) dont les magnitudes se répartissent sur un intervalle moyen (le chiffre 2). Lynga indique aussi que NGC 4815 fait partie d'un ama double. Lynga indique aussi que l'amas renferme 100 membres

## Observation
Avec une magnitude visuelle de 8,6, on peut observer l'amas avec des jumelles dont l'ouverture est de 60 à 70 mm.

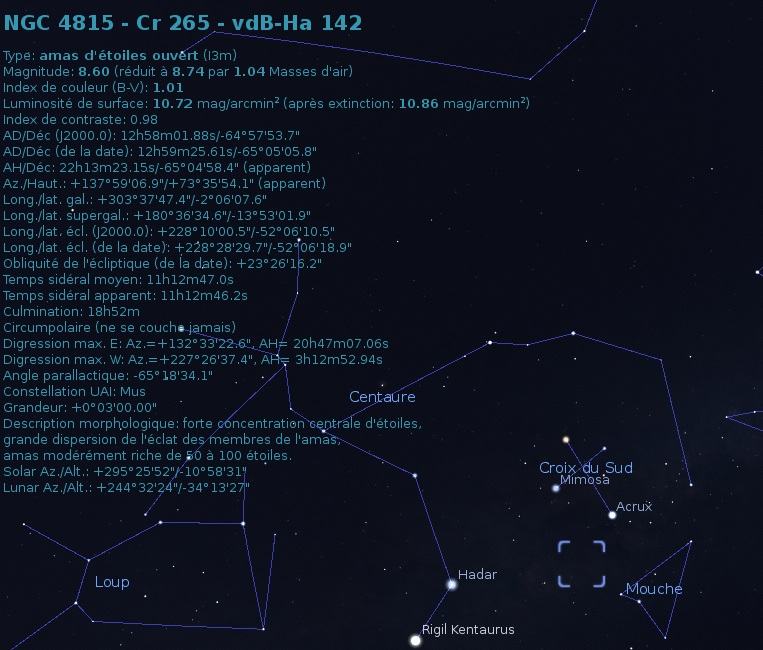
Localisation de NGC 4815 dans la constellation de Scorpion. (Stellarium)

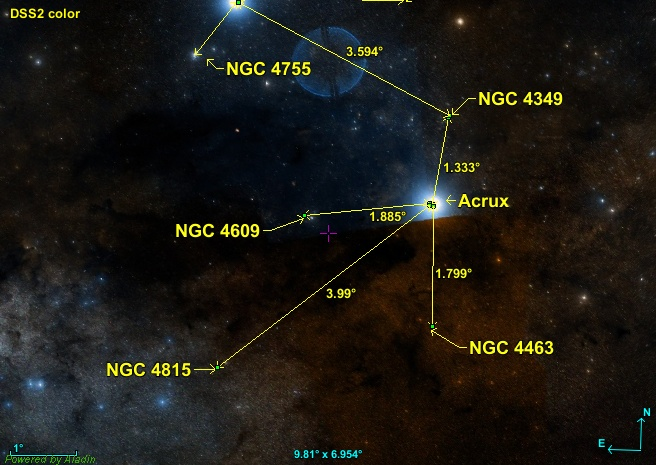
Position de NGC 4815 par rapport à une étoile.

NGC 4815 est situé à environ 4,0 degrés au sud-est d'Acrux (Alpha Crucis). Les amas ouverts NGC 4349, NGC 4469, NGC 5609 et NGC 4755 se trouvent dans la même région du ciel.

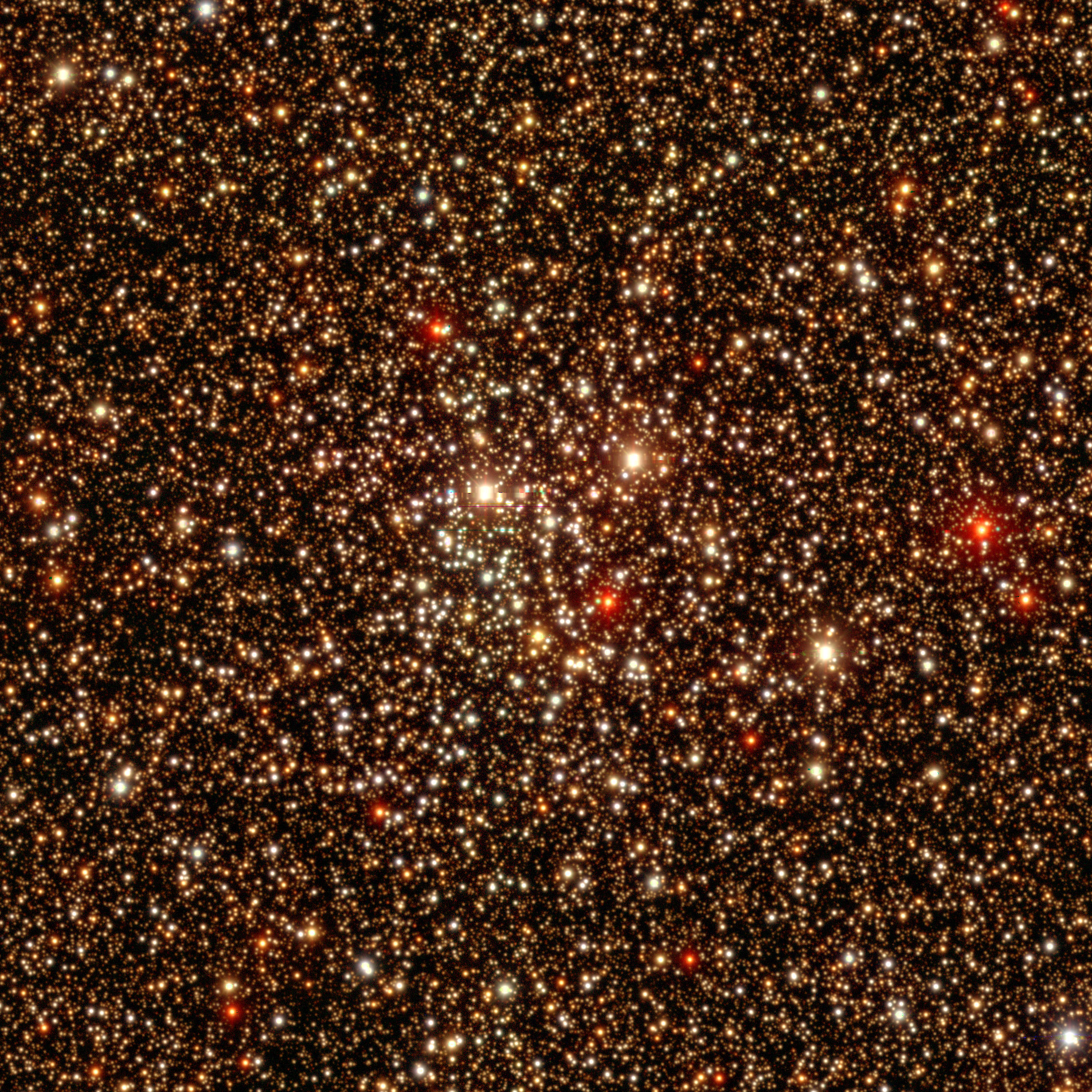
NGC 7247 par le projet « Legacy Surveys DR10 ».

## Caractéristiques

### Distance
La parallaxe moyenne des étoiles de l'amas a été obtenue des mesures effectuées par le satellite Gaia. Cinq valeurs différentes publiées dans de récents articles (2018 à 2021) sont indiquées sur la base de données Simbad : 0,285 ± 0,082 mas, 0,266 ± 0,063 mas, 0,261 ± 0,062 mas, 0,261 ± 0,003 mas et 0,261 ± 0,062 mas. La valeur moyenne de la parallaxe et de leur incertitude sont égales à 0,266 8 ± 0,054 4 mas, ce qui correspond à une distance de 3 748+960
−635 pc.

### Taille
Selon les sources la taille apparente de l'amas est comprise entre 3,9' et 6,7',. En utilisant la plus petite distance et la plus petite taille apparente, on obtient la plus petite taille réelle, soit 20,7 al. De même, l'utilisation de la plus grande  distance et de la plus grande taille apparente donne la plus grande taille apparente, soit 29,9 al. On déduit de ces deux valeurs la taille réelle de l'amas, soit 20,7 ± 9,2 al.

### Vitesse
Simbad indique six valeurs de la vitesse, soit −28,11 ± 1,09 km/s, −29,90 ± 0,40 km/s, −27,114 ± 0,686 km/s, −29,53 ± 0,21 km/s, −29,81 ± 0,31 km/s et −29,40 ± 4,00 km/s.
La valeur moyenne et l'écart type de ces valeurs sont −28,98 ± 1,12 km/s.

### Métallicité
Simbad indique six valeurs de la métallicité provenant d'article publié entre 2016 et 2022. Ces valeurs sont 0,07-0,08-0,02-0,060-0,11-0,04. La moyenne et l'écart type de ces valeurs sont de 0,0567 ± 0,0441. Selon ces valeur, le pourcentage d'éléments lourds (plus lourd que l'hydrogène et l'hélium) de cet amas est compris entre 103% (100,0567-0,0441) et 126% (100,0567+0,0441) de celui du Soleil.

### Âge
Les estimations de l'âge de cet amas varient considérablement. WEBDA et Lynga indique un âge de 234 Ma (log10=8,369),. Selon Sagar et ses collègues l'âge de l'amas est de 450 ± 50 Ma, alors que Carraro et Ortolani proposent un âge de 500 Ma. Friel et ses collègues proposent un âge compris entre 500 Ma et 630 Ma

### Composition
Pour l'ensemble des étoiles de NGC 4815, les éléments des réactions alpha [Ca/Fe] et [Si/FE] présentent des rapports similaires à ceux du Soleil, le rapport [Mg/Fe] est modérément rehaussé et le rapport [Ti/Fe] est légèrement plus faible. Le rapport [Al/Fe] est rehaussé et celui de [Na/Fe] est significativement rehaussé. Les rapports du cycle CNO de la nébuleuse sont [C/H] = -0,17 ± 0,08, [N/H] = 0,53 ± 0,07, [O/H] = 0,12 ± 0,09. Ces rapports pour 27 étoiles géantes sont [C/H] = -0,08 ± 0,06, [N/H] = 0,61 ± 0,07 et [O/H] = 0,13 ± 0,05.

### Mouvement propre
Simbad rapporte sept couples de valeur pour la mouvement propre en ascension droite et en déclinaison. Cinq de ces couples provenant d'articles publiés entre 2018 et 2021 sont très semblables et les deux autres couples d'articles plus anciens (2014 et 2017) sont totalement différents et passablement imprécis. Les valeurs des sept couples sont
- −5,801 ± 0,082 mas/an et −0,942 ± 0,090 mas/an[10]
- −5,743 ± 0,119 mas/an et −0,952 ± 0,115 mas/an[11]
- −5,754 ± 0,111 mas/an et −0,964 ± 0,103 mas/an[12]
- −5,754 ± 0,005 mas/an et −0,964 ± 0,005 mas/an[7]
- −5,754 ± 0,111 mas/an et −0,964 ± 0,103 mas/an[13]
- −7,810 ± 1,762 mas/an et −2,999 ± 1,983 mas/an[26]
- −2,680 ± 5,220 mas/an et −2,480 ± 5,070 mas/an[27]

La moyenne des cinq premières valeurs et de leur incertitude en ascension droite et en déclinaison sont respectivement −5,761 ± 0,086 mas/an et −0,957 ± 0,083 mas/an.

## Étoiles
Simbad montre aussi un bouton nommé Children. En cliquant sur ce bouton, on atteint une section de cette base de données qui renferme un tableau contenant 776 entrées pour NGC 4815. Cependant, des étoiles (les Children) peuvent apparaître plusieurs fois dans la deuxième colonne du tableau, d'où le nombre de liens bibliographiques qui est supérieure au nombre d'étoiles. La quatrième colonne de ce tableau indique la probabilité que l'étoile appartienne à l'amas. En cliquant sur le titre de cette colonne, on peut classer la probabilité par ordre croissant ou décroissant. En cliquant sur la désignation de l'étoile, on atteint la page de Simbad qui résume ses propriétés.
Simbad contient les propriétés de seulement 9 étoiles du catalogue NGC situées dans les environs de NGC 4815.  Il suffit d'utiliser la requête NGC 4815 Num pour les consulter. Le tableau ci-dessous est classé par ordre décroissant de la distance. On constate que seules les deux premières étoiles sont sûrement membres de l'amas, alors que la troisième l'est peut-être.
| Num # | Nom         | α                | δ                 | type | P (mas)         | d (pc)        | μα* (mas/an) | μδ* (mas/an) | mV    | Rem   |
| ----- | ----------- | ---------------- | ----------------- | ---- | --------------- | ------------- | ------------ | ------------ | ----- | ----- |
| #3    | NGC 4815 3  | 12h 57m 56,8024s | -64° 57′ 33,1684″ |      | 0,3106 ± 0,0118 | 3220+127 -118 | -5,878       | -0,854       | 12,31 | T. b. |
| #8    | NGC 4815 8  | 12h 57m 57,7770s | -64° 58′ 34,2613″ |      | 0,3396 ± 0,0139 | 2945+126 -116 | -5,855       | -1,015       | 12,95 |       |
| #5    | NGC 4815 5  | 12h 58m 02,0889s | -64° 58′ 02,8016″ |      | 0,3973 ± 0,0142 | 2517+93 -87   | -5,448       | -0,217       | 13,09 | M?    |
| #6    | NGC 4815 6  | 12h 58m 07,6113s | -64° 58′ 06,7814″ |      | 0,5321 ± 0,0129 | 1879+47 -44   | -9,491       | -1,049       | 13,40 | Nm    |
| #9    | NGC 4815 9  | 12h 57m 49,7538s | -64° 58′ 49,1554″ |      | 1,0225 ± 0,0452 | 978+45 -41    | -4,709       | -5,995       | 12,96 | Nm    |
| #7    | CPD-64 2087 | 12h 57m 33,5795s | -64° 58′ 43,1723″ |      | 1,7703 ± 0,0189 | 565 ± 6       | -19,962      | 1,351        | 10,25 | Nm    |
| #1    | CPD-64 2090 | 12h 58m 02,2761s | -64° 57′ 17,0592″ |      | 2,1034 ± 0,0221 | 475 ± 5       | -19,170      | -8,235       | 9,59  | Nm    |
| #2    | CPD-64 2088 | 12h 57m 49,8334s | -64° 57′ 00,0432″ |      | 3,7821 ± 0,0133 | 264 ± 1       | -43,372      | 7,671        | 10,04 | Nm    |
| #4    | NGC 4815 4  | 12h 57m 59,30s   | -64° 57′ 17,8″    |      | ?               | ?             | ?            | ?            | 13,16 | ?     |

- T. b. = Traînarde bleue
- M? = Membre peut-être
- Nm = Non membre

NGC 4815 contient au moins 5 traînardes bleues. Quinze géantes rouges sont probablement membres de l'amas. L'une des étoiles dans la région de l'amas montre une couleur extrêmement rouge accompagnée de radiation ultraviolette bleue. Il s'agit peut-être d'un système binaire en interaction. Le point de sortie de la séquence principale se trouve à une masse de (2,6 ± 0,1) {\displaystyle M_{\odot }}. Cela signifie que toutes les étoiles de masse supérieure à cette valeur sont entrées dans la branche des géantes rouges.